# Villa Fantappiè
Villa Fantappiè è una dimora storica italiana, situata a Scandicci, in provincia di Firenze in via San Martino alla Palma.

## Storia
La villa era di proprietà della famiglia Frescobaldi, nel corso degli anni passò a vari proprietari quali i Federighi, gli Assirelli, per ritornare successivamente ai Frescobaldi. Nel 1736 appartenne ai Sereni. È conosciuta altresì come Villa La Torre, dall'omonima struttura che si erge lungo il corpo centrale dell'edificio. Presenta un cancello in stile liberty con un bel giardino.
La villa comprende anche una cappella con lo stemma della famiglia originaria che possedette l'immobile.